# Lista de consortes reais de Hanôver
Entre 1235 e 1708, a região era conhecida como Ducado de Brunsvique-Luneburgo (em alemão, Herzogtum zu Braunschweig und Lüneburg). A partir de 1708 e até 1813, a região de Hanôver era conhecida como Eleitorado de Hanôver, e seus chefes de estado eram conhecidos como Príncipes-eleitores. Em 1813, Jorge III restaurou seu territórios hanoverianos, e em Outubro de 1814 foi formado um Reino de Hanôver independente no Congresso de Viena. O Congresso de Viena instituiu uma troca de territórios entre Hanôver e a Prússia, em que Hanôver aumentou substeu ancialmente a sua área, ganhando o Bispado de Hildesheim, Frísia Oriental, a baixa região de Lingen e a parte norte do Bispado de Münster. Em compensação, perderia parte do território do Ducado de Lauenburg ao leste do Elba, e pequenos enclaves no leste.
A União pessoal com o Reino Unido terminou em 1837 com a ascensão da Rainha Vitória, por conta da Lei Sálica em Hanôver que vedava a ascensão de uma mulher herdando o título, se houvesse algum herdeiro sobrevivente masculino (no Reino Unido, um homem tem precedência apenas sobre suas próprias irmãs). Na Guerra Austro-prussiana de 1866, Hanôver foi anexada ao Reino da Prússia e depois tornou-se na Província de Hanôver.

## Consortes de Hanôver
| Nome                                                                            | Retrato | Nascimento | Cônjuge                                      | Morte                          |
| ------------------------------------------------------------------------------- | ------- | --- | -------------------------------------------- | ------------------------------ |
| Carlota de Mecklemburgo-Strelitz 8 de setembro de 1761 — 17 de novembro de 1818 |         | 19 de maio de 1744 filha de Carlos Luís Frederico de Mecklemburgo-Strelitz e Isabel Albertina de Saxe-Hildburghausen | Jorge III 8 de setembro de 1761 15 filhos    | 17 de novembro de 1818 74 anos |
| Carolina de Brunsvique 29 de janeiro de 1820 — 7 de agosto de 1821              |         | 17 de maio de 1768 filha de Carlos Guilherme Fernando, Duque de Brunsvique-Volfembutel e Augusta Carlota de Gales    | Jorge IV 8 de abril de 1795 1 filha          | 7 de agosto de 1821 53 anos    |
| Adelaide de Saxe-Meiningen 26 de junho de 1830 — 20 de junho de 1837            |         | 13 de agosto de 1792 filha de Jorge I, Duque de Saxe-Meiningen e Luísa Leonor de Hohenlohe-Langenburgo               | Guilherme IV 13 de julho de 1818 2 filhas    | 2 de dezembro de 1849 57 anos  |
| Frederica de Mecklemburgo-Strelitz 20 de Junho de 1837 — 29 de Junho de 1841    |         | 26 de agosto de 1819 filha de Carlos II de Mecklemburgo-Strelitz e Frederica de Hesse-Darmstadt                      | Ernesto Augusto I 3 de março de 1778 1 filho | 29 de junho de 1841 63 anos    |
| Maria de Saxe-Altemburgo 18 de novembro de 1851 — 20 de setembro de 1866        |         | 1 de dezembro de 1844 filha de José de Saxe-Altemburgo e Amélia de Württemberg                                       | Jorge V 14 de abril de 1863 3 filhos         | 9 de Janeiro de 1907 80 anos   |